# Flughafen Bhavnagar

i8
i11
i13
Der nur etwa acht Meter über Meer gelegene Flughafen Bhavnagar (englisch Bhavnagar Airport, IATA-Code: BHU, ICAO-Code: VABV) ist ein ausschließlich national genutzter Flughafen nur rund vier Kilometer Fahrtstrecke südöstlich des Stadtzentrums der Großstadt Bhavnagar im nordwestindischen Bundesstaat Gujarat.

## Geschichte
Ein Flugfeld existierte bereits zur Zeit des Fürstenstaats Bhavnagar; in den 1950er oder 1960er Jahren übernahm die Airports Authority of India (AAI) das Gelände und baute es zu einem Flughafen aus.

## Flugverbindungen
Derzeit bestehen tägliche nationale Verbindungen mit Turboprop-Flugzeugen zu den Städten Delhi und Mumbai.

## Sonstiges
- Betreiber des Flughafens ist die Airports Authority of India.
- Die Start- und Landebahn hat eine Länge von etwa 1920 Meter.